# Monaonidiella cerata
Monaonidiella cerata är en insektsart som först beskrevs av William Miles Maskell 1895.  Monaonidiella cerata ingår i släktet Monaonidiella och familjen pansarsköldlöss. Inga underarter finns listade i Catalogue of Life.